# Јазуриле (Тулћа)
Јазуриле (рум. Iazurile) насеље је у Румунији у округу Тулћа у општини Ваља Нукарилор. Oпштина се налази на надморској висини од 1 m.

## Становништво
Према подацима из 2002. године у насељу је живело 967 становника, од којих су сви румунске националности.